# Юда бен Ілія Гадассі (Га-Авель)
Юда бен Ілія Гадассі (на івриті, Ієгуда бен Еліягу) був караїмський учений, полеміст і літургіст, який проживав у Константинополі в середині ХІІ століття. Він був відомий під прізвиськом «га-Авель», що означає «оплакувач Сіону». Нойбауер вважає, що «Гадассі» означає «виходець з Едеси».
Про життя Гадассі не відомо нічого, крім того, що він був вихованцем свого старшого брата Натана Гадассі.
Він займався івритською граматикою, Масорою, теологією та філософією, добре знав арабську та грецьку мови.

## Ешколь ха-Кофер
Хадассі придбав свою репутацію своїм трактатом «Ешколь ха-Кофер» або «Сефер га-Пелеш», над яким він розпочав роботу 10 листопада 1148 року.
Це трактат про Десять заповідей, в якому автор намагався пояснити їх по-філософськи, і в якому він застосував увесь свій аналітичний талант і вченість. Він виходить з передумови, що всі закони, що містяться в П'ятикнижжі та закони, додані рабинами, а також незначні етичні закони, за допомогою яких євреї регулюють своє повсякденне життя, передбачаються в Десяти заповідях. Гадассі перераховує під головою кожної з десяти заповідей повну серію координаційних законів; і вся робота намічена відповідно до цього плану.
Твір уособлює не лише значну частину науки свого часу, але навіть легенди та фольклоризм, так що його належним чином назвали «морем навчання».
Він написаний римованою прозою, наявна загальна рима у всьому творі; а початкові літери послідовних віршів по черзі утворюють акровірші אבגד та תשרק, повторені 379 разів. Розділи 105—124 за алфавітом подаються у звичайній формі віршів.
Перша заповідь (абетки 1-95) підтверджує існування Бога і охоплює обов'язки створеного перед Творцем, займаючись, наприклад, молитвою, покаянням, майбутнім покаранням та винагородою та воскресінням. Починаючи з алфавіту 35, Гадассі розглядає природу Бога, творіння, ангелів, небесних тіл тощо. Насправді ця частина роботи є збірником релігійної філософії, астрономії, фізики, природознавства, географії та фольклористики.
Друга заповідь (абетки 96-129) підтверджує єдність Бога. Тут Гадассі спростовує думки інших релігійних спільнот; наприклад, християи, рабинітів, самарян та садукеїв, які зберігають вічність світу. Він обурений тими, хто ототожнює караїмів із садукеями, і виявляє велику ворожість до рабинітів. Абетки 99-100 містять жорстокий напад на християнство.
Третя заповідь (абетки 130—143) і четверта заповідь (абетки 144—248) охоплюють закони, що стосуються суботи, свят та законів, пов'язаних з ними, як ті, що стосуються жертвоприношень, що включає всі закони, що стосуються коханімів, шхити, цициту тощо.
Ця частина є більш важливою, оскільки вона містить погляди Гадасі на екзегезу і граматику. Щоб мати можливість обговорювати з рабинітами види роботи, дозволені чи заборонені в суботу, він був зобов'язаний викласти власні екзегетичні правила та показати, що караїми не поступаються рабинітам як екзегети. Давши тринадцять правил Р. Ізмаїла бен Елісея та тридцять два Р. Еліезера бен Хосе ха-Гелілі, він дає свої, розділяючи їх на дві групи, одну з шістдесяти та одну з вісімдесяти, і знаходження натяку на них у Пісні про Соломона VI. 8. Шістдесят «цариць» позначають шістдесят граматичних правил, очолюваних п'ятьма «царями» (п'ятьма голосними); вісімдесят «наложниць» позначають вісімдесят екзегетичних правил; а «незаймані числа» представляють незліченні граматичні форми в єврейській мові.
Вважаючи фонетику необхідною для тлумачення Закону, Гадассі присвячує цьому дослідженню довгий трактат у формі запитань та відповідей.
П'ята заповідь (абетки 249—264) охоплює закони, що регулюють відносини між батьками та дітьми, спадкування, трауру тощо.
Шоста заповідь (алфавітів 265—274) і сьома заповідь (алфавітів 275—336) охоплює закони, що стосуються перелюб, кровозмішення, чистота і нечистота, жінки в пологах, і плід перших трьох років.
Восьма заповідь (абетки 337—353) охоплює закони про різні види крадіжок та шахрайства.
Дев'ята заповідь (абетки 354—362) обговорює всі види фальшивих свідків, включаючи фальшивих пророків.
Нарешті, десята заповідь (абетки 363—379) стосується законів, передбачених забороною жадібності.
Гадассі ілюструє свої пояснення прикладами, вкрапленими казками та легендами.

## Модель та джерела
Очевидно, що його моделлю був Бітан га-Маскілім Нісіма бен Ноя, або Пелес Біур ха-Міцвот, написаний 370 роками раніше.
Джерела, на яких він спирався, включали Маасе Берешит Р. Ісмаїла бен Елісея; Бараїта Р. Самуїла Негардея, для астрономії; Йосипон для історії; Робота Давида бен Мервана аль-Муккамаса над сектами; Ельдад ха-Дани, за легендами; в той час як для граматики він використовував особливо караїмських граматистів, хоча він також використовував равбанітів, цитуючи Юду Гайюджа та ібн Джану. Слід також зазначити, що Гадассі включив до свого «Ешкола» першу граматичну працю Авраама ібн Езри без визнання.
Нападаючи на рабанітів, він наслідував приклад своїх попередників, таких як Соломон бен Єрохам, Яфет бен Алі, Сагал бен Мачліях Коген та інші.
Ця робота була надрукована в Евпаторії (1836), вступ Калеба Афендополо під назвою «Нахал Ешкол». Алфавіти 99-100 та частина 98 були виключені з цього видання цензором, але були опубліковані Бахером Гадассі згадує раніше написану свою роботу під назвою Sefer Teren bi-Teren, збірку омонімів, яку він каже, був доповненням до вісімдесяти пар Бен Ашера (алфавіти 163 ב, 168 ס, 173 נ). Існує також фрагмент, який Авраам Фіркович назвав Сефер га-Ялкут і приписував Гадассі, тоді як Пінськер розглядав його як витяг із «Сефера ха-Міцвота» Тобіа. П. Франкл, однак, погодився з Фірковичем у тому, що він розглядає його як частину «Ешколь-га-Кофера», яку Гадассі раніше писав у прозі.
У караїмів Сидур за Гадасом має чотири піюти.

## Ресурси
Jewish Encyclopedia / ed. by Isidore Singer. — New York : Funk & Wagnalls, 1901—1906., which cites the following bibliography:
- Pinsker, Liḳḳuṭe Ḳadmoniyyot, p. 223; Supplement, p. 93;
- Jost, Gesch. des Judenthums, ii. 352 et seq.;
- Fürst, Gesch. des Karäert. ii. 211 et seq.:
- P. F. Frankl, in Monatsschrift, xxxi. 1-13, 72-85;
- Bacher, ib. xl. 14, 68, 109;
- J. Q. R. viii. 431 et seq.;
- Gottlober, Biḳḳoret le-Toledot ha-Ḳaraïm, p. 172;
- introduction to Eshkol ha-Kofer by Caleb Afendopolo, entitled Nahal Eshkol